# Гонтина

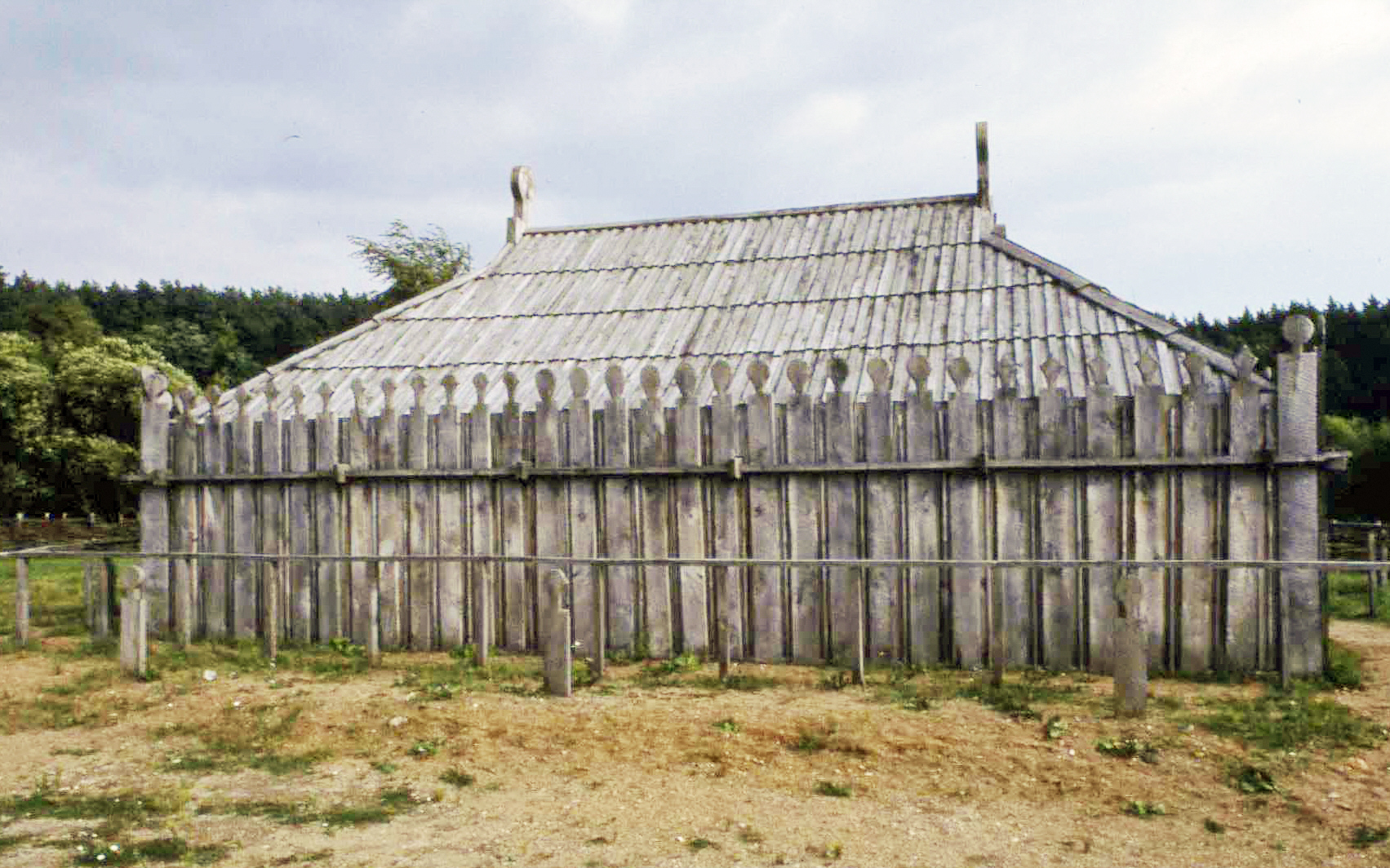
Реконструкція гонтини полабських слов’ян у Німеччині – Грос Раден

Гонтина (або контина, польськ. gontyna, kącina) — язичницький храм у слов'ян, з приміщеннями для ритуальних бенкетів і зберігання священних прапорів.  На відміну від капища це крита будова.  Гонтини з'явилися значно пізніше, ніж капища та священні гаї.  

## Термін гонтина
На думку Миколи Карамзіна, назва гонтина,  використовувалася ще венедами. Також він виводить слово гонтина від слова "ґонт", назви традиційного слов'янського дерев'яного матеріалу для покриття будівель. 
Польський історик Владислав Копалинський висловлював думку, що термін «гонтина» є неологізмом, штучним словом, створеним близько 1860го року Броніславом Трентовським, помилково відтвореним додатком до слова «гонт» з німецьких хронік 12 століття .

## Розповсюдження гонтин
Будівлі типу гонтин часто зустрічалися у західних слов'ян, тобто там де проживали Полабські слов'яни і на території сучасної Польщі, досить рідкими вони були на інших слов'янських землях. Зазвичай це пов'язується із тим що слов'яни язичники брали приклад із християнських інституцій (храмів і тд.), західні слов'яни були ближче до центрів християнства, а південні слов'яни майже відразу після прибуття на Балкани були охрещені візантійцями, тобто до християнізації вони не встигли побудувати на території Балкан гонтини. 
Напевно що найбільший культурний слід архітектурно-організаційний інститут гонтин, залишив в Польщі. 
Підтвердження цьому виявляється у новітніх археологічних дослідженнях, що проводяться в місцях, які фігурують у численних польських міфах і легендах, пов'язаних з історією заснування польських міст або просто християнських святилищ, наприклад Костел у Мілешках (Костел св. Дороти в Лодзі), який був побудований на тому місці, де раніше християнами був зруйнований язичницький храм
.  Версія про те, що такі будови були широко поширені в ранньому середньовіччі, піддається сумніву, оскільки "священні гаї" явно користувалися набагато більшою популярністю, проте пізніше (на зразок християнської практики) почали з'являтися язичницькі "храми", такі, наприклад, як побудований у Сілезії в 1030х. роках під час язичницьких повстань.
Найбільш відома гонтина, а також і головний центр культу Святовита, знаходилася в 
Арконі, на острові Рюген.  У святилищі знаходився величезних розмірів ідол.  Поруч із гонтиною знаходилася стайня, в якій містився священний білий кінь Святовита, який брав участь у племінних ворожіннях.  В Арконі святилище служило також для зберігання державної скарбниці, він мав і свою дружину з 300 вершників
.

## Гонтини в Україні
На території України відомо про існування в до християнську епоху гонтин, на території Волині, Галичини, Закарпаття. Гонтини були знищені після хрещення Київської Русі в 988 році. 